# Dave England
David Joseph England (Ojai, California; 30 de diciembre de 1969), más conocido como Dave England, es un actor de acrobacias estadounidense y exsnowboarder profesional. Es mayormente conocido por ser una de las estrellas del reality show de acrobacias Jackass.

## Carrera
England fue snowboarder profesional y aparece en varios de los videos de snowboard de Kingpin Productions, incluidos «Bulletproof» y «Back in Black». Fue fundador de la revista de snowboard Skintight Magazine. Una vez trabajó como editor de campo para Snowboarder Magazine y fue editor de la revista Blunt, la revista de snowboard hermana de Big Brother de skate. England también apareció en la película Shred de 2008, coprotagonizada por Tom Green. La película, sobre una escuela de snowboard dirigida por el personaje de England, fue filmada en Big White Ski Resort, una estación de esquí en Canadá.

### Papel enJackass
England está involucrado en acrobacias y bromas al igual que el resto del elenco, pero es el primero en participar en algo cuando se trata de materia fecal. England proclamó en el comentario del DVD de Jackass Number Two que él es el «primer cagador profesional del mundo» porque le pagan por defecar ante la cámara.
En Jackass 2.5, England afirma en broma que es la única persona comprobada en el mundo que es capaz de defecar e incluso vomitar cuando se le ordena, aunque le resulta difícil orinar cuando se lo piden.
En un truco de Jackass, Dave come una serie de ingredientes crudos que cree que serían adecuados para hacer una tortilla. Luego se obliga a enfermarse comiendo huevos crudos y procede a vomitar en un recipiente, que luego fríe en una sartén. Finalmente, él y su compañero de elenco Steve-O, con mucho entusiasmo, se comen la tortilla que acaba de «hacer». Una de las parodias de England («Poo Diaper») casi no llegó a la televisión. Esta obra de teatro involucra a Dave metiendo la mano en un bote de basura y comiendo del pañal de un bebé que contiene pudín de chocolate. Johnny Knoxville le dijo a MTV que mantuviera el sketch y, después de muchos debates, la cadena de televisión permitió que Jackass se quedara con «Poo Diaper».

## Vida personal
England está casado con Shawna England, con quien tiene dos hijos, llamados Van y Clyde. También tiene dos hijos de una relación anterior. Como se menciona en Jackass 3.5 (2011), England tiene fama de convertirse en «Darf», su personaje borracho y de mal humor, cuando bebe alcohol en exceso. Ha pasado breves periodos en prisión en Estados Unidos, Nueva Zelanda y Japón.
Durante el pódcast de Bathroom Break con el exmiembro del grupo de Jackass y CKY Chris Raab, England declaró que perdió uno de sus testículos después de sufrir una doble hernia durante un accidente de snowboard en Nueva Zelanda en 1997. Esto se volvió a mencionar más tarde en Jackass 4.5 (2022).

## Filmografía

### Televisión
| Año       | Título                                 | Papel    | Notas                                      |
| --------- | -------------------------------------- | -------- | ------------------------------------------ |
| 2000-2001 | Jackass                                | Él mismo | 25 episodios Escritor                      |
| 2002      | Jackass Backyard BBQ                   | Él mismo | Especial de televisión Imágenes de archivo |
| 2003      | Jackass Winterjam                      | Él mismo | Especial de televisión                     |
| 2007      | Bam's Unholy Union                     | Él mismo | 2 episodios                                |
| 2007      | Tom Green Live!                        | Él mismo | 1 episodio                                 |
| 2007      | Guys Choice                            | Él mismo | Ganador «Cockiest Award»                   |
| 2008      | Jackassworld.com: 24 Hour Takeover     | Él mismo | Especial de televisión                     |
| 2010      | MTV Video Music Awards 2010            | Él mismo | Presentador                                |
| 2010      | MTV Europe Music Awards 2010           | Él mismo | Presentador                                |
| 2010      | Up Close with Carrie Keagan            | Él mismo | 1 episodio                                 |
| 2010      | Made in Hollywood                      | Él mismo | Episodio 6.4                               |
| 2011      | Attack of the Show!                    | Él mismo | Cameo; 1 episodio                          |
| 2011      | A Tribute to Ryan Dunn                 | Él mismo | Documental de televisión                   |
| 2012      | Loiter Squad                           | Él mismo | Episodio 1.10                              |
| 2014      | Nickelodeon's Kids' Choice Awards 2014 | Él mismo | Acróbata                                   |
| 2015      | Swerved                                | Él mismo | Episodio 1.6                               |
| 2016      | Party Legends                          | Él mismo | Episodio 1.5                               |
| 2016      | Ridiculousness                         | Él mismo | Episodio 8.24                              |
| 2021      | WWE SmackDown                          | Él mismo | Cameo; episodio 24.10                      |
| 2022      | Celebrity Family Feud                  | Él mismo | Participante; episodio 9.11                |

### Cine
| Año  | Título                                                     | Papel                     | Notas                         |
| ---- | ---------------------------------------------------------- | ------------------------- | ----------------------------- |
| 1996 | Big Brother: shit                                          |                           | Directamente para video       |
| 1998 | Number Two: Big Brother                                    | Él mismo                  | Directamente para video       |
| 2002 | Jackass: The Movie                                         | Él mismo                  | Escritor                      |
| 2002 | Don't Try This at Home: The Steve-O Video Vol. 2: The Tour | Él mismo                  | Directamente para video Cameo |
| 2006 | Jackass Number Two                                         | Él mismo                  | Escritor                      |
| 2007 | Jackass 2.5                                                | Él mismo                  | Escritor                      |
| 2008 | Shred                                                      | Max Fisher                |                               |
| 2009 | Revenge of the Boarding School Dropouts                    | Max Fisher                |                               |
| 2009 | Jackass: The Lost Tapes                                    | Él mismo                  | Escritor Imágenes de archivo  |
| 2010 | Jackass 3D                                                 | Él mismo                  | Escritor                      |
| 2011 | Jackass 3.5                                                | Él mismo                  | Escritor                      |
| 2016 | Natural Born Pranksters                                    | Él mismo                  | Cameo                         |
| 2016 | The Bet                                                    | Empleado de una cafetería |                               |
| 2020 | Steve-O: Gnarly                                            | Él mismo                  | Directamente para video Cameo |
| 2022 | Jackass Forever                                            | Él mismo                  | Escritor                      |
| 2022 | Jackass 4.5                                                | Él mismo                  | Escritor                      |
| 2023 | Steve-O's Bucket List                                      | Él mismo                  | Directamente para video Cameo |

### Series online
| Año       | Título                          | Papel    | Notas                     |
| --------- | ------------------------------- | -------- | ------------------------- |
| 2015      | Jackass Reunion: 15 Years Later | Él mismo | Especial de Rolling Stone |
| 2019      | Bathroom Break Podcast          | Él mismo | 1 episodio                |
| 2021-2022 | Steve-O's Wild Ride!            | Él mismo | Pódcast; 2 episodios      |
| 2022      | The Shittiest Podcast           | Él mismo | 1 episodio                |
| 2022      | The Nine Club                   | Él mismo | Pódcast; 1 episodio       |
| 2024      | The Pontius Show                | Él mismo | Pódcast; 1 episodio       |

### Videos musicales
| Año  | Artista/Banda | Canción             | Papel     | Notas             |
| ---- | ------------- | ------------------- | --------- | ----------------- |
| 2002 | CKY           | «Flesh into Gear»   | Él mismo  | Imagen de archivo |
| 2002 | Andrew W.K.   | «We Want Fun»       | Él mismo  |                   |
| 2006 | Wolfmother    | «Joker & the Thief» | Él mismo  |                   |
| 2006 | Chris Pontius | «Karazy»            | Él mismo  |                   |
| 2010 | Weezer        | «Memories»          | Él mismo  |                   |
| 2016 | DJ Swamp      | «Rock Rollin»       | Patinador |                   |

## Videojuegos
| Año  | Título            | Papel    | Notas                       |
| ---- | ----------------- | -------- | --------------------------- |
| 2007 | Jackass: The Game | Él mismo | Voz y captura de movimiento |